# غيسلين هارفي
غيسلين هارفي هو سياسي كندي، ولد في 6 مايو 1946 في كيبك في كندا. نشط حزبياً في حزب كيبيك الليبرالي. وقد انتخب عضو الجمعية الوطنية في كيبك ‏.